# جوزپ کال
جوزپ کال (انگلیسی: Josep Call؛ زادهٔ ۱ ژانویهٔ ۱۹۶۷) روان‌شناس تطبیقی، و پژوهشگر اهل اسپانیا است.
وی همچنین برندهٔ جوایزی همچون عضو آکادمی بریتانیا شده‌است.